# Urgell (metrostation)
Urgell is een station van de metro van Barcelona, vernoemd naar de Carrer del Comte d'Urgell, in het district Eixample in Barcelona, Spanje. Het ligt onder een gedeelte van de gelijknamige straat waar deze aansluit op de Gran Via de les Corts Catalanes. Het is een van de oudste metrostations van de stad omdat het deel uitmaakte van het eerste gedeelte van L1 (toen nog Ferrocarril Metropolità Transversal) dat gebouwd werd. Het station heeft ingangen vanaf de Comte d'Urgell en de Carrer de Villarroel.

## Lijn
- Metro van Barcelona L1

Hospital de Bellvitge · Bellvitge · Av. Carrilet · Rambla Just Oliveras · Can Serra · Florida · Torrassa · Santa Eulàlia · Mercat Nou · Plaça de Sants · Hostafrancs · Espanya · Rocafort · Urgell · Universitat · Catalunya · Urquinaona · Arc de Triomf · Marina · Glòries · Clot · Navas · La Sagrera · Fabra i Puig · Sant Andreu · Torras i Bages · Trinitat Vella · Baró de Viver · Santa Coloma · Fondo